# Veli Nieminen
Veli Nieminen (Tyrväntö, 1 de fevereiro de 1886 — Hämeenlinna, 1 de abril de 1936) foi um ginasta finlandês que competiu em provas de ginástica artística pela nação.
Nieminen é o detentor de uma medalha olímpica, conquistada na edição de 1908, nos Jogos de Londres. Na ocasião, ao lado de outros 25 companheiros, conquistou a medalha de bronze, após ser superado pelas nações da Suécia, de Sven Landberg, medalhista de ouro, e Noruega, segunda colocada.